# Grube Bendisberg
Die Grube Bendisberg ist ein ehemaliges Erzbergwerk im Ortsteil St. Jost in Langenfeld, einer Ortsgemeinde im Landkreis Mayen-Koblenz (Rheinland-Pfalz), das als Besucherbergwerk touristisch genutzt wird.

## Geschichte
Vermutlich ließen bereits die Grafen von Virneburg bleihaltiges Gestein im Nitztal abbauen.
Die Grube Bendisberg wurde zwischen 1900 und 1904 erschlossen und betrieben. Nachdem 1903 ein Feuer die Anlagen vernichtete, wurde der Betrieb eingestellt. 1915 wechselte die Grube in den Besitz der Vieille Montagne. 1937 bis 1941 wurde die Grube durch die Altenbergs AG betrieben. Während des Zweiten Weltkriegs wurde die Förderung eingestellt und die Grube stillgelegt. Ab 1950 wurden wieder Erze in der Grube gefördert. Im Jahr 1955 wurden 4272 Tonnen Haufwerk gefördert. Nach erfolgtem Abbau der gewinnungsfähigen Erze wurde 1957 der Grubenbetrieb endgültig eingestellt.

## Touristische Nutzung
Im April 2010 begannen die Bauarbeiten zur Errichtung eines Besuchergebäudes. Ebenso ist der Ausbau der Stollen weit fortgeschritten. Es wurden Treppe und Leiter als Verbindung zwischen dem unteren, mittleren und oberen Stollen eingebaut. Dadurch sind im Besucherbergwerk die drei Abbauebenen miteinander verbunden.
Die ehemaligen Betriebsgebäude in der Nähe des Stolleneingangs wurden renoviert und dienen nun einem gastronomischen Betrieb, der von Wanderern im malerischen Nitztal und Besuchern der Wallfahrtskapelle St. Jost genutzt wird.